# Цикл Калины
Цикл Калины — термодинамический цикл, реализуемый преобразователями, использующими низкие температурные потенциалы источников тепловой энергии (например, геотермальных).
В качестве рабочего тела используется водо-аммиачная смесь.
Этот цикл разработан советским эмигрантом, уроженцем Одессы Александром Калиной, и запатентован созданной им в Америке фирмой Exergy.
Долгое время сам факт возможности подобного цикла оспаривался.
Геотермальные электростанции с «циклом Калины» имеют две особенности:
во-первых, извлечённая из недр Земли горячая вода используется не непосредственно, а передаёт свою энергию другой жидкости. Эту схему называют двухконтурной или бинарной.
Вторая особенность заключается в том, что в качестве этой второй жидкости, то есть рабочего тела, используется двухкомпонентная водно-аммиачная смесь. Эти компоненты имеют разные критические температуры, то есть равновесное состояние между жидкой и газообразной фазами у каждого из них наступает при различных параметрах.
В ходе процесса состояние водно-аммиачной смеси и, соответственно, концентрация в ней компонентов непрерывно меняется. Это позволяет оптимизировать перенос тепла при испарении и конденсации рабочего тела. В результате «цикл Калины» оказался значительно эффективнее всех прочих бинарных схем.
Опытная электростанция стала возводиться при содействии австралийского и швейцарского  инвесторов в Конога Парке (неподалёку от Лос-Анджелеса) осенью 1990 года, закончена летом 1991 года и запущена 10 декабря 1992 года.
Длительные поиски компаний, желавших бы приобрести патент на использование идеи, не увенчались успехом, однако впоследствии «Дженерал Электрик», тщательно изучив технические тонкости проекта, предложила контракт. В итоге трудных переговоров, занявших целый год, 4 февраля 1993 года было подписано соглашение о покупке патента. Журнал «Форбс» в своём апрельском номере за 1993 год посвятил этому событию большую статью.
Первая в Европе установка с «циклом Калины» появилась на северо-восточном побережье Исландии в Хусавике — городке, насчитывающем 2,5 тыс. жителей. Их потребности в электроэнергии на 80 % покрывает эта установка. По словам местных инженеров-эксплуатационников, выигрыш в её коэффициенте полезного действия небольшой[прояснить] и составляет, по сравнению с традиционными геотермальными электростанциями, от 20 до 25 %.